# سلطان بن سحيم بن حمد آل ثاني
الشيخ سلطان بن سحيم بن حمد بن عبد الله بن قاسم آل ثاني ولد بمدينة الدوحة في 30 سبتمبر سنة 1984م ، وهو الابن الثامن لسحيم بن حمد بن عبد الله آل ثاني، أول وزير خارجية لدولة قطر، و والدته هي منى بنت جاسم بن محمد آل حسن الدوسري. يشغل سلطان بن سحيم منصب رئيس مجلس إدارة شركة اس اس تي القابضة ، كما يتولى رئاسة مجلس إدارة مؤسسة الشيخ سلطان بن سحيم بن حمد آل ثاني لخدمة المجتمع.

## حياته ودراسته
تلقى سلطان بن سحيم تعليمه العام في مدارس الدوحة، وخلال تلك المرحلة تلقى العديد من الدورات والبرامج المتخصصة، بعد حصوله على درجة البكالوريوس من كلية الاقتصاد والعلوم السياسية بجامعة القاهرة، نال في عام 2015 درجة الماجستير في العلوم السياسية من جامعة القاهرة بتقدير جيد جداً، وجاءت الرسالة تحت عنوان «بناء المؤسسات في قطر.. دور مجلس الوزراء 1995- 2010».

## الحياة الاجتماعية والعملية

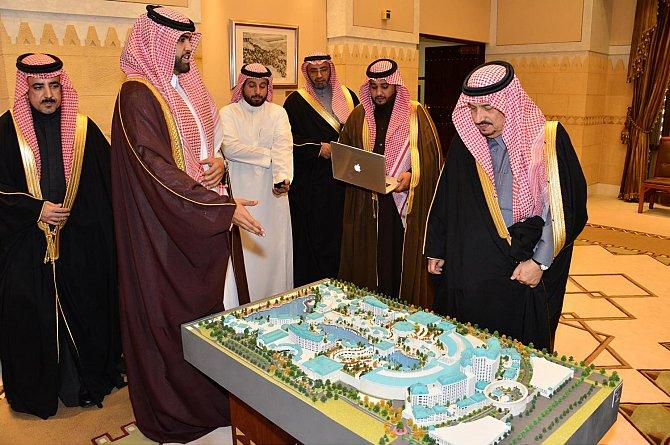
سلطان بن سحيم (يسار) يقدم شرحاً لفيصل بن بندر، أمير منطقة الرياض، عن مشروع ضخم سيقام في الرياض بتكلفة 33 مليار ريال.

نظم سلطان بن سحيم مهرجاناً أدبياً وثقافياً وشعرياً دفاعاً عن النبي، وقد ضم المهرجان، الذي أقيم في مدينة الكويت، أسماء في مجال العمل الدعوي والاصلاحي والاجتماعي من بينهم أحمد القطان، وعائض القرني، ومحمد العوضي، ونبيل العوضي، ومشاري العفاسي. وخلال ذلك التجمع أعلن سلطان بن سحيم استمرار مسابقة الدفاع عن الرسول محمد ﷺ تحت مسمى جائزة الشيخ سلطان بن سحيم العالمية.
حصل على العديد من الجوائز والمراكز المتقدمة في سباقات التحمل والجمال، كما افتتح إسطبل الشيخ سلطان بن سحيم في عام 2006.
دخل سلطان بن سحيم في عالم التجارة والاقتصاد، حيث أنه بصدد بناء وتشييد معلم إسلامي وعربي في مدينة الرياض.

## مواقفه السياسية
في الثامن عشر من شهر سبتمبر عام 2017، وّجه الشيخ سلطان بن سحيم رسالة مفتوحة إلى الشعب القطري، قال فيها إن «الحكومة القطرية قد سمحت للدخلاء والحاقدين ببث سمومهم في كل اتجاه، حتى وصلنا إلى حافة الكارثة» ، داعيا أسرة آل ثاني إلى اجتماع وطني لتصحيح الأوضاع مع قطر.
جاء بيان الشيخ «سلطان بن سحيم» في ظل تداعيات الأزمة الدبلوماسية مع قطر، حين أعلنت كل من السعودية والإمارات والبحرين ومصر وليبيا وموريتانيا واليمن في 5 يونيو 2017 عن قطع العلاقات الدبلوماسية والقنصلية مع دولة قطر، وإغلاق المنافذ البرية والبحرية والجوية كافة معها، ومنع طائراتها من العبور ضمن الأجواء وفوق الأراضي والمياه الإقليمية.
وقال الشيخ «سلطان بن سحيم» في بيانه الموجه إلى الشعب القطري: "تعلمون جميعاً أن الوضع اليوم صعب، ولم يسبق لأهلنا في الخليج العربي وأشقائنا العرب أن نبذونا هذا النبذ، وأغلقوا دوننا كل باب، بسبب أخطاء فادحة في حقهم وممارسات ضد وجودهم، استغلها البعض باسمنا ومن خلال أرضنا وأدواتنا وهم أعداء وخصوم لنا، بسبب سياسات الحكومة وتوجهاتها التي سمحت للدخلاء والحاقدين بالتغلغل في قطر وبث سمومهم في كل اتجاه، حتى أوصلونا إلى حافة الكارثة، وإن دورنا اليوم التضامن لتطهير أرضنا منهم، والاستمرار في التنمية التي ترفع اسم قطر عاليا وتزيد دورها الحضاري وقيمتها الإنسانية، وأن نكون صفًا واحدا لتبقى بلادنا الحبيبة محصنة من الإرهاب وأهله، وبعيدة كل البعد عن تنظيماته، فوالله إنني أخشى يوما لا يذكر فيه القطري إلا وكان ارتباط الإرهاب به ثابتا، وإنني أخشى يوما يعافنا فيه كل بلد ويشك في توجهنا كل أحد، فضلا عن قطيعتنا مع جيراننا وأهلنا".
ودعا الشيخ سلطان جميع أفراد الأسرة الحاكمة والوجهاء والأعيان إلى التفاعل مع هذه الدعوة، "حتى نكون يدا واحدة وعينًا يقظة ترعى قطر من غدر الخائنين وتحصنها من كيد الحاقدين"، مؤكدا ثقته بحكمة الملك سلمان وقادة الدول ومحبتهم المتأصلة لشعب قطر، ووقوفهم إلى جانبه".
وفي 18 ديسمبر 2017، الذي يوافق اليوم الوطني القطري، عقد الشيخ «سلطان بن سحيم» اجتماعا موسعا مع عدد من أفراد أسرة آل ثاني، هنأ فيه الشعب القطري باليوم الوطني، مؤكداً أن الاحتفال الحقيقي سيكون يوم عودة قطر إلى عروبتها وحضنها الخليجي. وأعلن الشيخ سلطان أن أبناء قطر في الداخل والخارج سيعملون معاً من أجل هذه الغاية. واستنكر الاجتماع الإجراءات التي تتخذها الدوحة بحق المعارضين، وأهمها سحب الجنسية، الذي اعتبروه "أمرا مرفوضاً لأي مواطن قطري".
وفي 12 مارس 2018، جدد الشيخ «سلطان بن سحيم» تأكيد موقفه في الدائم لإعادة قطر إلى حضنها الطبيعي وتخليصها من شذوذ نظامها؛ حيث كتب عبر حسابه الرسمي في موقع التواصل الاجتماعي ( عبر منصة اكس او تويتر سابقاً: «أؤكد لجميع الإخوة والأخوات وأهل قطر الأوفياء، أننا ماضون في إعادة قطر إلى حضنها الطبيعي وتخليصها من شذوذ نظامها الذي جلب لنا ولجيراننا المآسي وهدد أمننا واستقرارنا، نحن جميعا صف واحد في مواجهة كل هذه الجرائم ولأجل إنهائها».
واتهم الشيخ «سلطان بن سحيم آل ثاني»، أمير قطر السابق «حمد بن خليفة» بالضلوع في مقتل والده الشيخ «سحيم بن حمد بن عبد الله آل ثاني» غدراً وغيلة عام 1985 وذلك بـتسميمه، نافياً أن يكون والده قد مات ميتة طبيعية بأزمة قلبية كما أشيع حينها. جاء ذلك في حوار أجرته معه قناة العربية في السابع من مارس 2018، كشف فيه أن لديه أدلة تؤكد اغتيال والده، قائلاً بلهجة صارمة: "بين أهلنا في قطر سنكشف الأدلة حول مقتل والدي، كما أكد أن القذافي ُقتل بأوامر مباشرة من أمير قطر السابق". وأوضح «سلطان بن سحيم» أن التخلص من والده يمثل بداية الانقلاب من حمد بن خليفة على والده الشيخ خليفة الذي كان حاكم قطر، لعلمه أن وجود الشيخ سحيم سيكون عائقا أمام حمد لتنفيذ مخططه، نظراً لكون الشيخ سحيم الأخ الوفي والبار والعضيد للشيخ خليفة بن حمد، ولكونه أيضاً ولي العهد الشرعي، وهو صاحب التجربة السياسية، حيث تقّلد منصب أول وزير خارجية في فبراير 1972.
كما أوضح أن سلسلة المؤامرات لم تتوقف، حيث سعى حمد بن خليفة ومعه حمد بن جاسم بن جبر، إلى اغتيال الراحل الملك عبد الله بن عبد العزيز في مكة، قبل أن تتكشف خيوط المخطط. وقبلها يقول الشيخ سلطان إن حمد بن خليفة أطلق النار على عمه ناصر بن حمد، الذي أصيب إصابات بليغة. وأكد ابن سحيم أن التنظيم هو من يحكم قطر، مبينًا أن أعضاء هذا التنظيم هم أمير قطر الحالي تميم بن حمد، والأمير السابق حمد بن خليفة، والشيخة موزة المسند، ووزير الخارجية السابق حمد بن جاسم، نافيا أن يكون هنالك أي دور لأسرة آل ثاني في اتخاذ القرار السياسي، أو المواقف العدائي تجاه السعودية ودول الخليج ومصر، بل إن هنالك عددا كبيرا منهم رفض تصرفات تميم ووالده، بحسب رواية الشيخ سلطان بن سحيم، الذي قال إن نحو 60% من العائلة الحاكمة في قطر غير راضين عن سياسات الدوحة الحالية، وأكثر من 400 فرد منهم ممنوعون من السفر. ويؤكد الشيخ «سلطان بن سحيم» أن هذه التحركات تهدف إلى تغيير الحكم في قطر، كون الأمير الحالي تميم بن حمد يسير على نهج والده، ولم يستمع لجميع محاولات النصح التي قدمها له سلطان بن سحيم وأفراد آخرون من الأسرة الحاكمة، قائلاً في حواره مع العربية: إن هدف جزء كبير من أسرة آل ثاني إنقاذ قطر من الحكم الحالي، لأنه لا أفق لحل الأزمة حال استمرار السلطة الحالية، التي تعتقد أنها مدعومة من تنظيمات الإخوان.

## الأنشطة الثقافية والاجتماعية والخيرية
أطلق عدد من المبادرات المهمة في هذه المجالات، ومن بينها على سبيل المثال؛ تأسيس مؤسسة الشيخ سلطان بن سحيم بن حمد آل ثاني لخدمة المجتمع ومقرها الدوحة، ومنحة الشيخ سحيم بن حمد آل ثاني الجامعية، وإنشاء ورعاية مكتبة الشيخ أحمد بن حجر العلمية، وتقديم منحة قدرها 25 ألف دولار لتطوير مجموعة المقتنيات الإسلامية المعروضة في متحف الفنون الجميلة في هيوستن، وذلك تقديراً منه لأهمية إبراز الجوانب الإيجابية والمضيئة للثقافة الإسلامية وما تزخر به من فنون جميلة ومتنوعة. هذا ويمتد النشاط الخيري للشيخ سلطان بن سحيم ليشمل البلدان الإسلامية النائية، حيث يتصدر الأعمال الخيرية لبناء المساجد وحفر الآبار، وغيرها من المشاريع الخيرية والتنموية.

### مؤسسة الشيخ سلطان بن سحيم بن حمد آل ثاني لخدمة المجتمع
تعمل مؤسسة الشيخ سلطان بن سحيم بن حمد آل ثاني لخدمة المجتمع على توطيد وتحقيق أواصر وقيم ومعاني التكافل الاجتماعي التي يحث عليها الدين الإسلامي الحنيف، وتسعى إلى تقديم العون الإنساني الخيري للرعاية الاجتماعية والتعليمية والصحية، ومكافحة الفقر والجهل والمرض، ورعاية الطفولة والأمومة، وإقامة المشاريع الإنسانية الخيرية، والقيام بالأعمال التربوية والدعوية، وترسيخ ونشر القيم الفاضلة، وبث الروح والمفاهيم الدينية المعتدلة، وتصحيح السلوكيات الفردية والمجتمعية، وتنفيذ ودعم برامج ومشروعات التنمية المستدامة، والتعليم والتدريب والتأهيل المهني والحرفي، التي تحقق فرصاً للعمل، وتوفر عائداً اقتصادياً، مما يسهم في تحقيق اكتفاءٍ ذاتي للأفراد والأسر، وتنظيم والمشاركة في المؤتمرات، والندوات، وحلقات العمل، والدورات التدريبية، في المجالات والموضوعات ذات العلاقة بعمل المؤسسة، ولدعم عمل ومسيرة المؤسسة خاصة وتبادل الخبرات والتجارب مع الآخرين والاستفادة منها.[بحاجة لمصدر]

### منحة الشيخ سحيم بن حمد آل ثاني الجامعية

الشيخ سلطان (يسار) والدكتور ديفيد إلوود، عميد كلية كينيدي، يوقعان اتفاقية منحة الشيخ سحيم بن حمد آل ثاني الجامعية.

تجلّت جهود الشيخ سلطان بن سحيم لدعم طلاب العلم والعلماء في قطر والمنطقة في المنحة الكريمة التي قدمها لكلية جون إف كنيدي للإدارة الحكومية التابعة لجامعة هارفارد الأميركية بقيمة مليوني دولار أميركي، وذلك لتأسيس صندوق منحة الشيخ سحيم بن حمد آل ثاني الجامعية.
يهدف الصندوق إلى بناء القدرات البشرية في البلدان الأكثر فقراً في العالم عبر تمكين الأفراد الموهوبين من الدول المستهدفة (اليمن ومصر والسودان وفلسطين والعراق وليبريا ورواندا والسنغال وفيتنام) من حضور برامج جامعية وتلقي التدريب التنفيذي في الجامعة الأميركية العريقة.
وعن هذه المنحة يقول الشيخ سلطان بن سحيم: «آمل أن أتمكن من مواصلة إرث والدي - رحمة الله عليه - ونسعى من خلال هذه المنحة، التي تستهدف مجال التعليم، إلى مساعدة القادة الموهوبين من البلدان الفقيرة لإطلاق قدراتهم وتحقيق طموحاتهم».

### مكتبة الشيخ أحمد بن حجر العلمية
يبرز اهتمام الشيخ سلطان بن سحيم بالعلم والعلماء في إنشاء ورعاية مكتبة الشيخ أحمد بن حجر العلمية في الدوحة، وهي مكتبة عامة تضم بين جنباتها أكثر من 20 ألف عنوان من الكتب الإسلامية والأدبية والتاريخية علاوة على كتب قديمة وتراثية والطبعات الأولى النادرة وبعض المخطوطات القديمة الأصلية والمصورة.
بحث الشيخ سلطان بن سحيم عن عالم جليل يحتذى به حتى يحيي تراثه، فوقع اختياره على الشيخ أحمد بن حجر آل بوطامي مفتي قطر الأسبق وأحد رموز الدعوة الإسلامية والقضاء الشرعي في قطر وشبه الجزيرة العربية، فتكفل، عبر مؤسسة الشيخ سلطان بن سحيم بن حمد آل ثاني لخدمة المجتمع، بتأسيس مقر خاص للمكتبة بمنطقة السلطة الجديدة في الدوحة.
وتضم المكتبة قاعات للقراءة والمطالعة وكذلك قاعات للمحاضرات والدروس في العلوم الشرعية والفقهية. وتستهدف المحاضرات التي تستضيفها المكتبة الجاليات الأجنبية الموجودة في دولة قطر بشكل خاص، وذلك لدعوتهم وتثقيفهم. ويقوم علماء وأئمة من وزارة الأوقاف والشؤون الإسلامية في دولة قطر بإعطاء دروس أسبوعية في تعليم عقيدة التوحيد، وتفسير القرآن الكريم والحديث النبوي الشرف، لأعضاء الجاليات في قاعة المحاضرات بالمكتبة أيام السبت والاثنين والخميس.

## جوائز وأوسمة
- شخصية العام: في عام 2007 اختارت اللجنة القائمة على مهرجان «عنيزة» في المملكة العربية السعودية الشيخ سلطان بن سحيم بن حمد آل ثاني شخصية العام، وذلك تقديراً لجهوده في خدمة القضايا الإسلامية والعربية.[15]